# Acura EL
 (juin 2023).
Si vous disposez d'ouvrages ou d'articles de référence ou si vous connaissez des sites web de qualité traitant du thème abordé ici, merci de compléter l'article en donnant les références utiles à sa vérifiabilité et en les liant à la section « Notes et références ».
L'Acura EL est une berline du constructeur automobile japonais Acura produite de 1997 à 2005. C'est une version rebadgée de la Honda Civic 4 portes qui remplace la Honda Integra.
En 2005, elle est remplacée par l'Acura CSX.

## Seconde génération (2001-2005)
Lors des cinq années de production de l’EL de seconde génération, en 2004, la berline connut quelques changements mineurs. Elle reçut un remodelage au niveau du pare-chocs avant, offrant dès lors des phares anti-brouillard de série (version Premium) et un regard plus agressif, en plus des phares avant possédant maintenant un fond noir, comparé à celui d’apparence chromée des années précédentes, s’éloignant ainsi du design ressemblant au modèle de première génération quelque peu conservé sur la 1.7EL, lui donnant un look plus moderne et plus rapproché de ce que les véhicules Acura ont à offrir aujourd’hui.
L’Acura EL, n’offrant uniquement que le même moteur 1.7 litre (D17A2) que sa petite sœur chez Honda, la Civic (Si), ces deux automobiles de même plateforme partagent plusieurs de leurs pièces avec d’autres modèles de Honda et Acura donc la RSX (Integra chez Honda au Japon) et la Civic SiR (EP3) produite pour le marché européen, comme la majorité de la suspension avant et arrière ou l’assemblage du levier de vitesses (boîte manuelle) dans les deux voitures nommées plus haut. La RSX et la Civic SiR, toutes deux propulsées par des moteurs de série K font de l’EL la seule voiture conçue par Honda à toujours recevoir un moteur de même série que ses prédécesseures au début des années 2000, et est la dernière à posséder un moteur de série D, avant que la CSX, en 2006, adopte elle aussi un 2 litres (K20Z2 & K20Z3) plus puissant et plus à jour.
L’EL, voiture canadienne par excellence, offre une version plus luxueuse et plus raffinée que la Civic, tout en gardant la fiabilité qu’Honda laisse avec ses voitures.